# Tieling
Tieling (en chino, 铁岭; pinyin, Tiělíng; literalmente, ‘cordillera Tie [hierro]’) es una ciudad-prefectura en la parte norte de la provincia Liaoning de la República Popular China. Su área es de 12 984 km² y su población total para 2010 superó los 2,7 millones de habitantes. 
Tieling es una ciudad donde la minería del carbón es una importante industria.

## Administración
Desde 2016 la ciudad prefectura de Tieling se divide en 7 localidades que se administran en 2 distritos urbanos, 2 ciudades suburbanas y 3 condados rurales;
- Distrito Yinzhou 银州区
- Distrito Qinghe 清河区
- Ciudad Diaobingshan 调兵山市
- Ciudad Kaiyuan 开原市
- Condado Tieling 铁岭县
- Condado Xifeng 西丰县
- Condado Changtu 昌图县